# Trimuricea
Trimuricea is een geslacht van neteldieren uit de klasse van de Anthozoa (bloemdieren).

## Soorten
- Trimuricea africana Gordon, 1926
- Trimuricea caledonica Grasshoff, 1999
- Trimuricea merguiensis (Thomson & Simpson, 1909)
- Trimuricea reticulata Gordon, 1926